# کوه اهونا
کوه اهونا بزرگترین کوه سیاره کوتوله و سیارک سرس است. طبیعت آن ناشناخته است. دهانه نیست و به نظر می‌رسد تنها کوه از نوع خودش باشد. رگه‌های روشن در دامنه‌های آن از بالا تا پایین وجود دارد. گفته می‌شود این رگه‌ها شبیه به نقاط درخشان بهتر شناخته شدهٔ سرس نمک است.

## نگارخانه

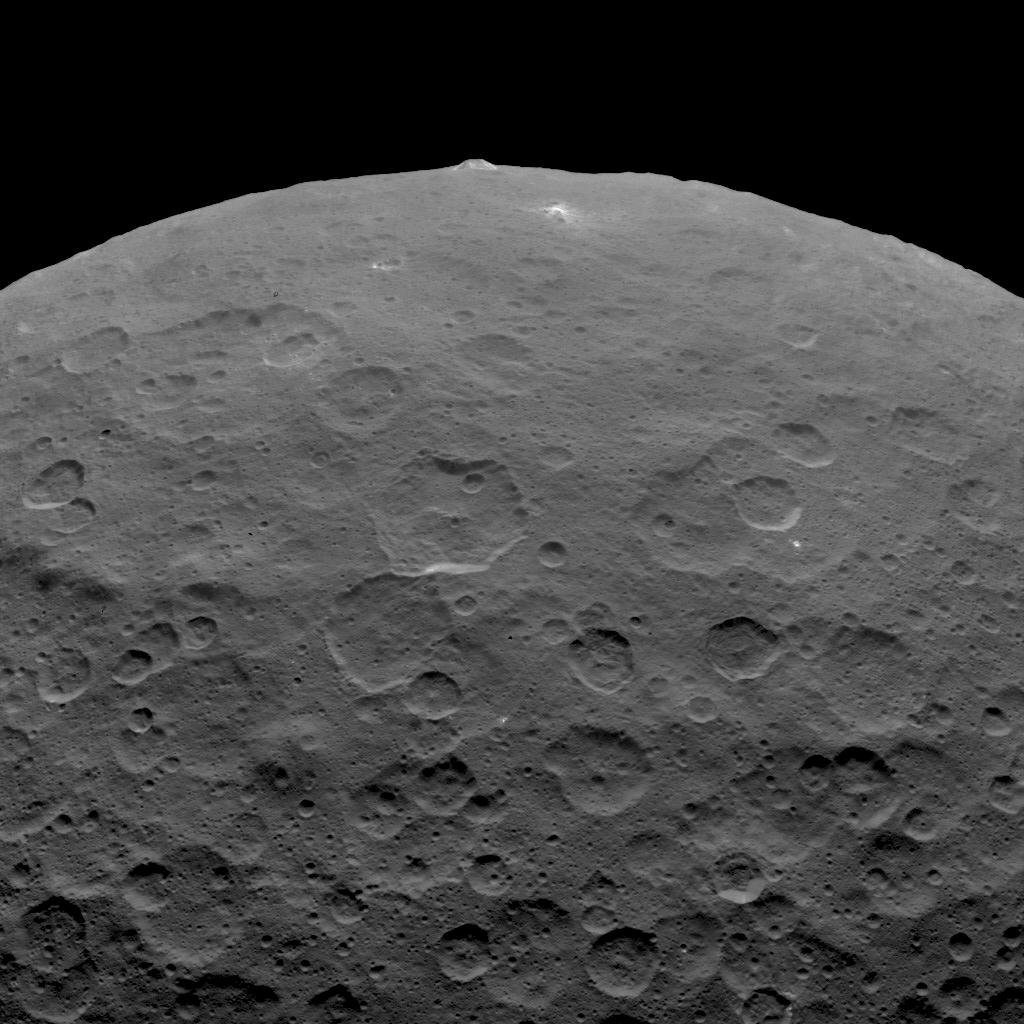
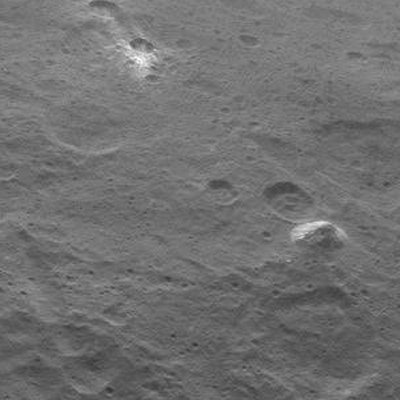
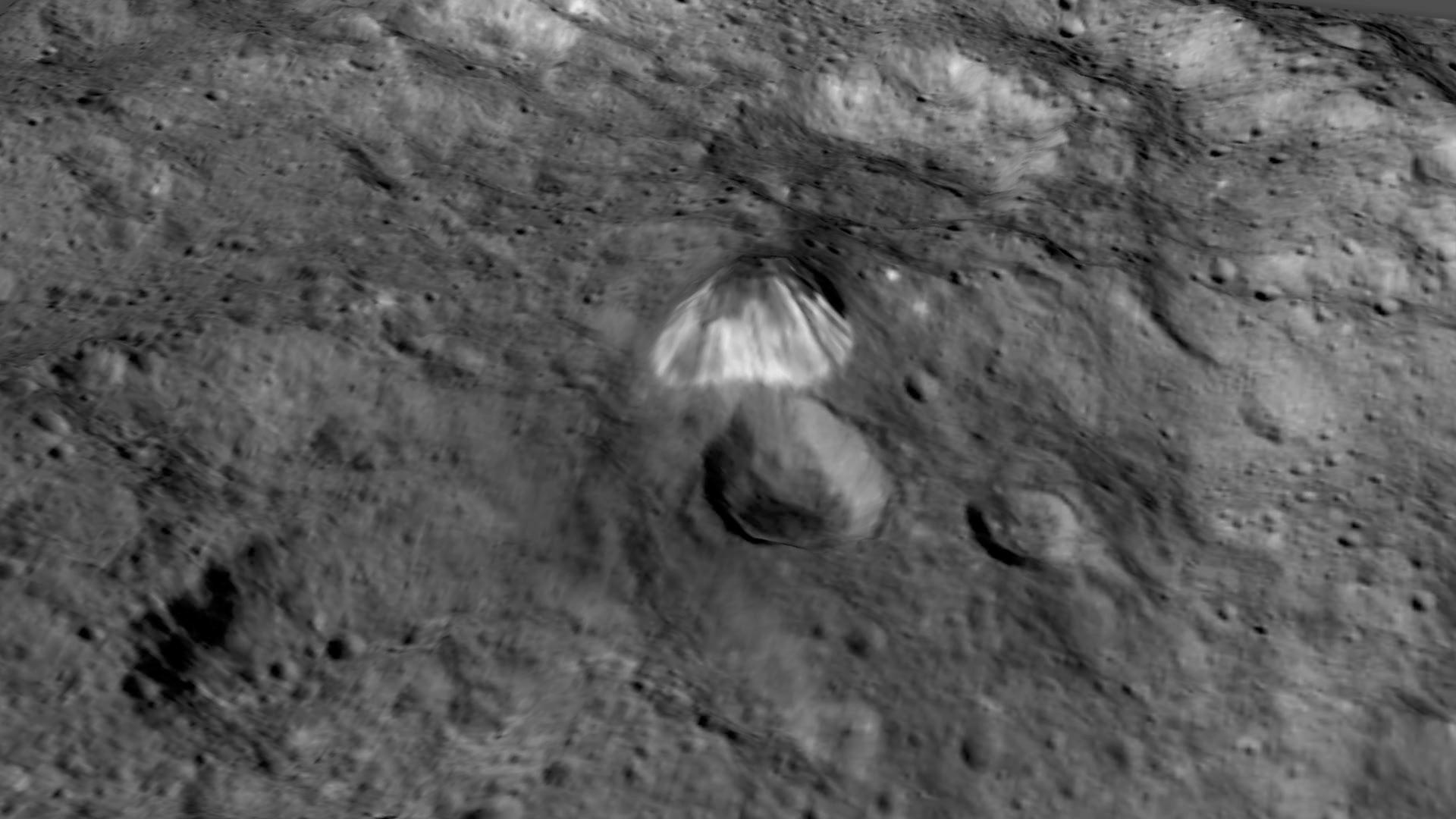
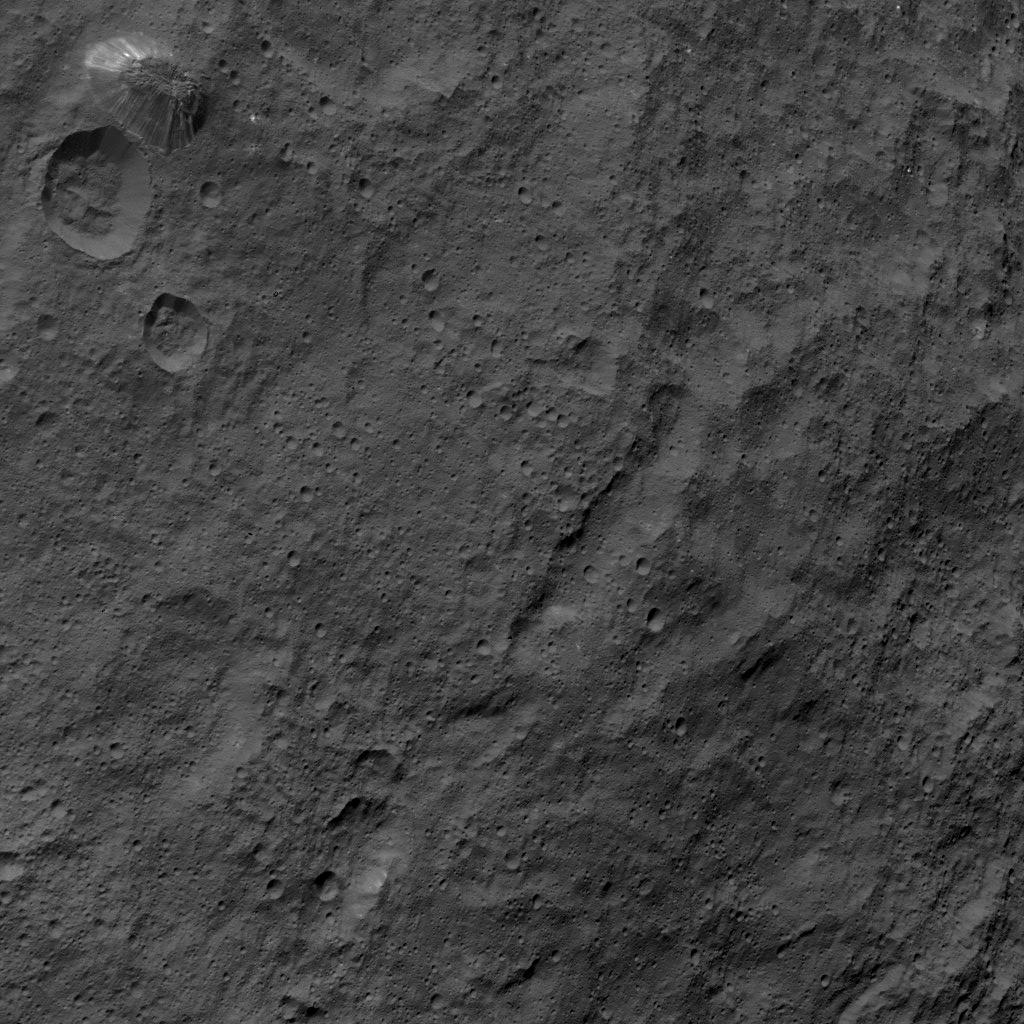
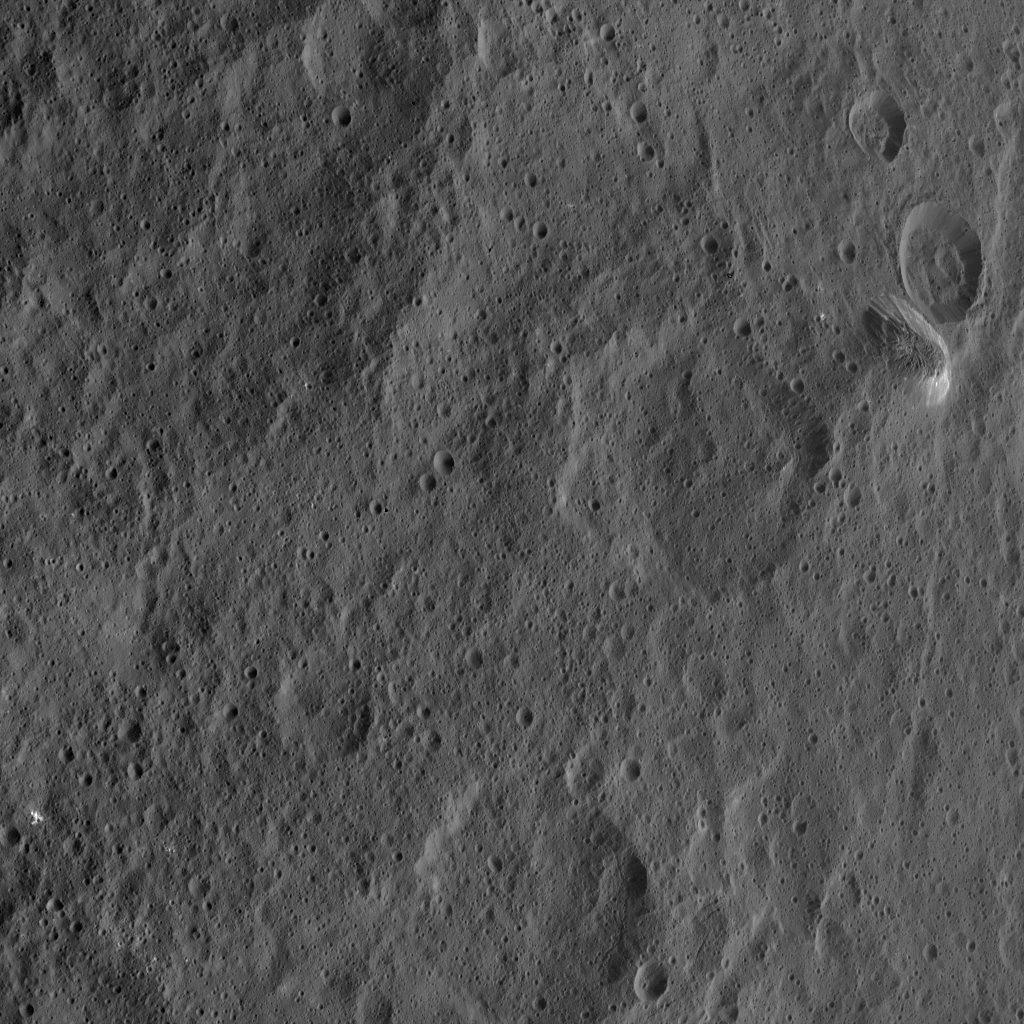
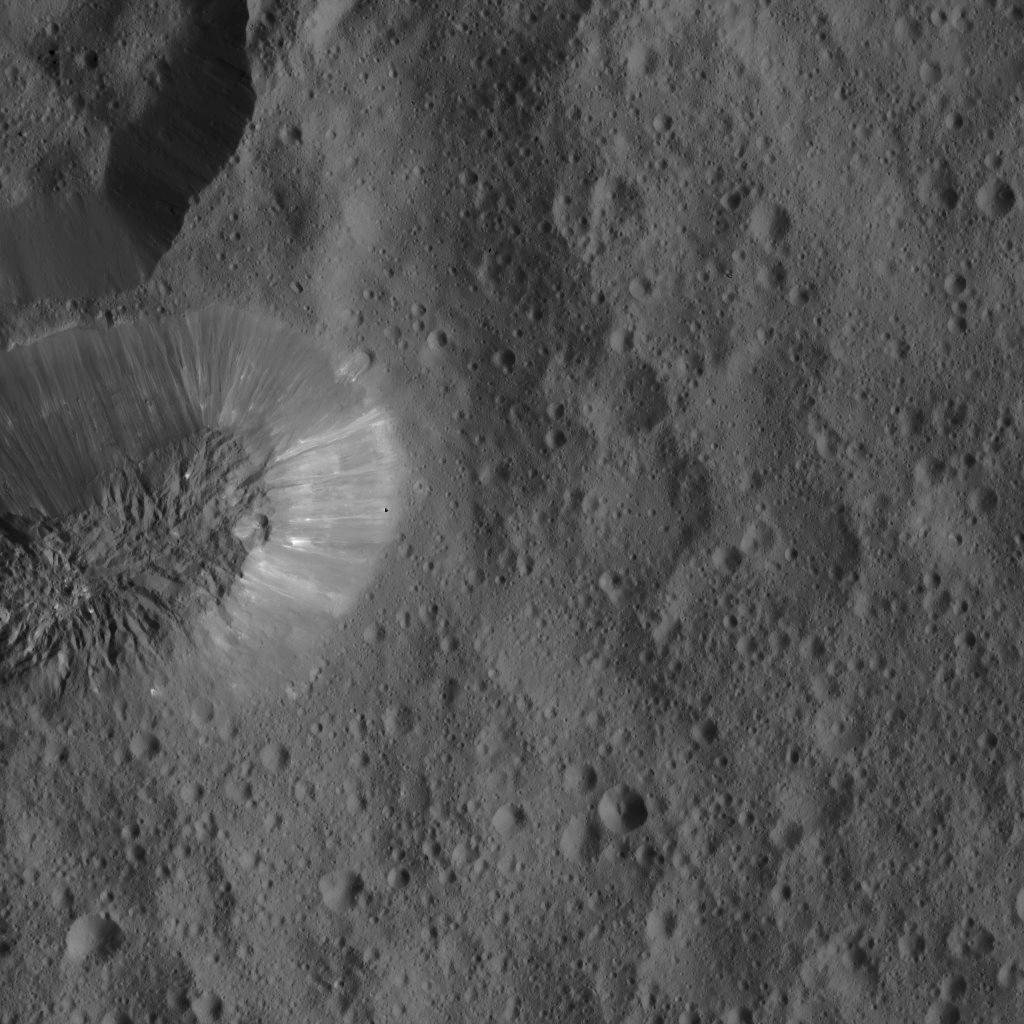